# St. Michael (Erfurtshausen)

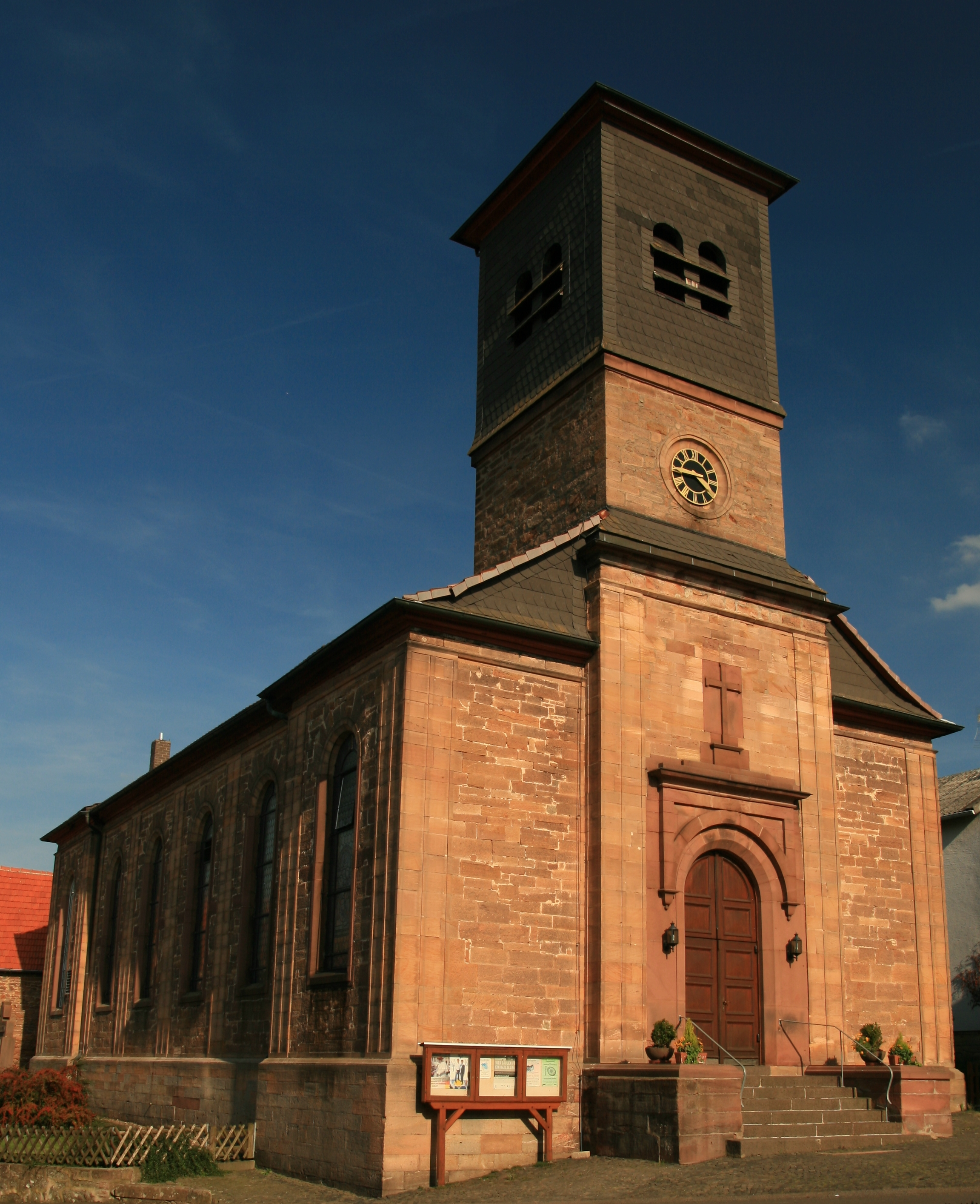
St. Michael

Die römisch-katholische, denkmalgeschützte Kirche St. Michael steht in der Mitte von Erfurtshausen, einem Stadtteil von Amöneburg im Landkreis Marburg-Biedenkopf in Hessen. Die Kirchengemeinde ist seit dem Jahr 2022 zur Pfarrei St. Bonifatius Amöneburger Land im Dekanat Marburg-Amöneburg des Bistums Fulda vereint worden.

## Beschreibung
Die dreischiffige klassizistische Hallenkirche wurde 1852 von Baumeister Breithaupt aus Quadermauerwerk errichtet. Die Fassade im Südwesten besteht aus dem Dachturm, in dessen Glockenstuhl fünf Kirchenglocken mit den Tönen g1, b1, c2, es2 und g2 hängen, und seitlichen Nebenräumen. Der Chor im Nordosten ist mit seinen Nebenräumen nur wenig schmaler als das Langhaus. Beide sind mit einem gemeinsamen Satteldach bedeckt.
Das Mittelschiff und der Chor sind im Innern jeweils mit einem Tonnengewölbe, die Seitenschiffe jeweils mit einer Flachdecke überspannt. Die Wände sind mit Risaliten und Lisenen gegliedert. Die drei Kirchenschiffe sind durch korinthische Säulen getrennt. Der Tabernakel aus der zweiten Hälfte des 18. Jahrhunderts ist der Rest des Hochaltars aus der Kirche des Franziskanerklosters in Fritzlar. Der ehemalige Hochaltar, jetzt Seitenaltar, die Kanzel und das Taufbecken stammen aus der Vorgängerkirche. Der Beichtstuhl ist aus der Bauzeit. Die Orgel wurde 1859 von Johann Peter Dickel gebaut. Die Fenster im Chor wurden von der Glasmalerei Schneiders und Schmolz 1897 hergestellt.